# Anthothela parviflora
Anthothela parviflora is een zachte koraalsoort uit de familie Anthothelidae. De koraalsoort komt uit het geslacht Anthothela. Anthothela parviflora werd in 1917 voor het eerst wetenschappelijk beschreven door Thomson. 